# Sergio Bernardo Almirón
Sergio Bernardo Almirón (Santa Fe, 7 novembre 1980) è un dirigente sportivo ed ex calciatore argentino con passaporto italiano.

## Carriera

### Newell's Old Boys, Udinese e Verona
Figlio d'arte (il padre, Sergio Omar Almirón, era stato campione del mondo con la Nazionale argentina nel 1986), nasce nel 1980 a Santa Fe de la Vera Cruz.
La sua carriera calcistica comincia a 18 anni a Rosario nelle file del Newell's Old Boys, squadra con cui anche il padre calciatore aveva debuttato.
Tra il 1998 e il 2001, Almirón colleziona quindici presenze nel campionato argentino, attirando le attenzioni dell'Udinese, in quel momento a caccia di nuovi talenti in Sud America (alcuni di questi furono i cileni David Pizarro e Alexis Sánchez e il colombiano Cuadrado). Con la maglia della squadra friulana, l'argentino esordisce nella Serie A italiana il 23 settembre 2001, nell'incontro vinto dalla sua squadra a Perugia per 2-1.
Nella sua carriera si registra nell'annata 2003/04 anche una stagione nelle file del Verona in Serie B in prestito.

### Empoli
In Serie B ha disputato anche il suo primo campionato con la maglia dell'Empoli (in comproprietà per 500 000 euro), con la quale ha subito conquistato la Serie A. Rinnovata la comproprietà con l'Udinese, il giocatore è rimasto a Empoli dove ha collezionato 37 presenze e 6 gol. A giugno 2006 l'Empoli riscatta l'altra metà del giocatore per 1,7 milioni di euro.
L'Empoli nella stagione 2006/07 conquista la storica qualificazione alla Coppa Uefa e ciò fa nutrire un certo interesse delle principali squadre europee verso il giocatore.

### Juventus e i prestiti al Monaco e alla Fiorentina
Nella serata del 21 giugno 2007 ha sottoscritto un contratto quinquennale con la Juventus per il costo di 9 milioni di euro.
Parte come pedina fondamentale nell'undici titolare di Ranieri ma non riesce poi a confermarsi tale nei mesi successivi, collezionando prestazioni poco convincenti e mettendo a segno soltanto un gol in Coppa Italia su calcio di punizione.
La sua ultima partita da titolare avviene il 6 dicembre 2007 contro la sua ex Empoli, nell'andata di ottavi di finale di Coppa Italia. Almiròn fallisce l'ennesima prova in una stagione inconcludente: si fa espellere al minuto 61 lasciando in dieci la sua squadra e permettendo ai toscani di consolidare la vittoria per 2 reti a 1.
Gioca la sua ultima partita stagionale per alcuni minuti il 24 gennaio 2008 contro la Sampdoria, ma pure qui il giocatore convince poco. Nel corso della seconda parte della stagione, difatti, l'allenatore della formazione torinese lo relega in panchina e gli preferisce l'esperto Cristiano Zanetti e il nuovo talento Nocerino.
A causa delle prestazioni sotto le aspettative e una condotta in campo non sempre attenta e disciplinata, il 24 gennaio 2008 la Juventus lo cede in prestito fino a giugno ai francesi del Monaco. Con la squadra del Principato, in Ligue 1, colleziona 11 presenze e 2 reti.
Nell'estate 2008 torna alla Juventus, ma, non rientrando nei piani della società bianconera, il 5 agosto 2008 si trasferisce alla Fiorentina in prestito oneroso di 500 000 euro con diritto di riscatto della comproprietà fissato a 4,5 milioni di euro. In maglia viola non riesce però ad incidere, riuscendo a totalizzare solamente 11 presenze in campionato, che non sono sufficienti a valergli la riconferma.
Con la Fiorentina disputa 5 partite in Champions League e 1 in Europa League.

### Bari
La squadra viola non riscatta il giocatore che torna alla Juventus per poi, il 20 agosto 2009, essere girato in prestito al Bari neopromosso in Serie A. Con i biancorossi disputa un ottimo campionato, mettendo anche a segno 5 goal, alcuni dei quali decisivi per il risultato finale in un'apprezzata stagione in massima serie per i pugliesi. Nell'estate del 2010 il club barese riscatta la metà del cartellino del calciatore, ma la stagione 2010-2011 si rivela travagliata anche per l'argentino, fermo più volte per infortunio. Il Bari retrocede in B.

### Catania
Il 26 agosto 2011 viene ufficializzato il suo trasferimento a titolo definitivo per 400 000 euro al Catania con un contratto triennale valido fino al 30 giugno 2014. È stato presentato ufficialmente alla stampa il 31 agosto insieme ai nuovi compagni Nicola Legrottaglie e Gonzalo Bergessio.
L'11 settembre 2011 Almirón esordisce contro il Siena, alla seconda giornata di campionato, dopo che la prima era saltata per lo sciopero. Il 15 ottobre 2011, alla settima giornata di campionato, segna il suo primo gol con la maglia etnea rimettendo in parità la partita contro l'Inter, che sarà poi vinta dai rossazzurri per 2-1.
Il 18 novembre 2012 realizza la sua prima doppietta in Serie A con la maglia del Catania in Catania-Chievo (2-1).
Il 28 giugno 2013, dopo una trattativa durata per mesi, rinnova il suo contratto con il Catania fino al 2015. Almiron resta a giocare con il Catania anche nella stagione di Serie B 2014-2015 dove colleziona 6 presenze, di cui l'ultima il 17 gennaio 2015 nella sconfitta pesante per 3-0 contro il Lanciano, che corrisponde anche alla sua ultima presenza in Serie B.
Il 23 febbraio 2015 risolve il suo contratto con la società siciliana, chiudendo l'esperienza con i rossazzurri dopo tre anni e mezzo.

### Akragas e Acireale
Da svincolato, il 7 agosto 2015 sigla un contratto con l'Akragas neopromosso in Lega Pro, campionato nel quale non ha mai giocato, restando così in Sicilia. Tra i fattori che hanno spinto il centrocampista ad accettare l'offerta c'è anche il rapporto di amicizia con l'allenatore ed ex compagno di squadra Nicola Legrottaglie.
Il 15 dicembre seguente, dopo aver collezionato sette presenze in campionato e 2 (con tre reti segnate) in Coppa Italia Lega Pro, rescinde con la società agrigentina, restando però all'interno del club come coordinatore dell'area tecnica.
Il 26 settembre 2017 torna a giocare, venendo tesserato dall'Acireale, militante in Serie D. Il 10 novembre viene data notizia che egli passa a ricoprire il ruolo di responsabile dell'area tecnica della squadra siciliana.

## Statistiche

### Presenze e reti nei club
| 1998-1999                | Newell's O.B.            | PD                       | 0   | 0  |        | -  | - |        | -   | - |   | - | - | 0   | 0  |
| 1999-2000                | Newell's O.B.            | PD                       | 4   | 0  |        | -  | - |        | -   | - |   | - | - | 4   | 0  |
| 2000-2001                | Newell's O.B.            | PD                       | 11  | 1  |        | -  | - |        | -   | - |   | - | - | 11  | 1  |
| Totale Newell's Old Boys | Totale Newell's Old Boys | Totale Newell's Old Boys | 15  | 1  |        | -  | - |        | -   | - |   | - | - | 15  | 1  |
| 2001-2002                | Udinese                  | A                        | 10  | 0  | CI     | 5  | 1 | -      | -   | - | - | - | - | 15  | 1  |
| 2002-2003                | Udinese                  | A                        | 2   | 0  | CI     | 0  | 0 | -      | -   | - | - | - | - | 2   | 0  |
| Totale Udinese           | Totale Udinese           | Totale Udinese           | 12  | 0  |        | 5  | 1 |        |     |   |   |   |   | 17  | 1  |
| 2003-2004                | Verona                   | B                        | 16  | 1  | CI     | 0  | 0 | -      | -   | - | - | - | - | 16  | 1  |
| 2004-2005                | Empoli                   | B                        | 28  | 6  | CI     | 0  | 0 | -      | -   | - | - | - | - | 28  | 6  |
| 2005-2006                | Empoli                   | A                        | 37  | 6  | CI     | 3  | 1 | -      | -   | - | - | - | - | 40  | 7  |
| 2006-2007                | Empoli                   | A                        | 30  | 6  | CI     | 0  | 0 | -      | -   | - | - | - | - | 30  | 6  |
| Totale Empoli            | Totale Empoli            | Totale Empoli            | 95  | 18 |        | 3  | 1 |        |     |   |   |   |   | 98  | 19 |
| 2007-2008                | Juventus                 | A                        | 9   | 0  | CI     | 2  | 1 | -      | -   | - | - | - | - | 11  | 1  |
| gen.-giu. 2008           | Monaco                   | L1                       | 11  | 2  | CF+CdL | 0  | 0 | -      | -   | - | - | - | - | 11  | 2  |
| 2008-2009                | Fiorentina               | A                        | 11  | 0  | CI     | 1  | 0 | UCL+CU | 5+1 | 0 | - | - | - | 18  | 0  |
| 2009-2010                | Bari                     | A                        | 27  | 5  | CI     | 0  | 0 | -      | -   | - | - | - | - | 27  | 5  |
| 2010-2011                | Bari                     | A                        | 25  | 0  | CI     | 0  | 0 | -      | -   | - | - | - | - | 25  | 0  |
| Totale Bari              | Totale Bari              | Totale Bari              | 52  | 5  |        | 0  | 0 |        |     |   |   |   |   | 52  | 5  |
| 2011-2012                | Catania                  | A                        | 32  | 4  | CI     | 0  | 0 | -      | -   | - | - | - | - | 32  | 4  |
| 2012-2013                | Catania                  | A                        | 30  | 4  | CI     | 3  | 0 | -      | -   | - | - | - | - | 33  | 4  |
| 2013-2014                | Catania                  | A                        | 13  | 1  | CI     | 0  | 0 | -      | -   | - | - | - | - | 13  | 1  |
| 2014-2015                | Catania                  | B                        | 6   | 0  | CI     | 0  | 0 | -      | -   | - | - | - | - | 6   | 0  |
| Totale Catania           | Totale Catania           | Totale Catania           | 81  | 9  |        | 3  | 0 |        |     |   |   |   |   | 84  | 9  |
| lug.-dic. 2015           | Akragas                  | LP                       | 7   | 0  | CI-LP  | 2  | 3 | -      | -   | - | - | - | - | 9   | 3  |
| sett.-nov. 2017          | Acireale                 | D                        | 3   | 0  | CI-D   | 0  | 0 | -      | -   | - | - | - | - | 3   | 0  |
| Totale carriera          | Totale carriera          | Totale carriera          | 308 | 36 |        | 15 | 4 |        | 6   | 0 |   |   |   | 329 | 40 |

## Palmarès
- Campionato italiano di Serie B: 1

Empoli: 2004-2005